# أوزوالد لويس
أوزوالد لويس (28 فبراير 1833 بسيدني في أستراليا - 28 أبريل 1895) (بالإنجليزية: Oswald Lewis)‏ هو لاعب كريكت أسترالي.

## وصلات خارجية
- أوزوالد لويس على موقع إي آس بي آن كريك إنفو (الإنجليزية)